# Cuco Martina
Rhu-endly Aurelio Jean-Carlo "Cuco" Martina (25 de setembre de 1989) és un futbolista professional de Curaçao que juga com a lateral dret, defensa central o centrecampista defensiu pel NAC Breda.